# 埃迪 (伊利諾伊州)
埃迪（英語：Eddy）是位於美國伊利諾伊州萊克縣的一個非建制地區。該地的面積和人口皆未知。

## 地理
埃迪的座標為42°27′41″N 88°53′54″W / 42.46139°N 88.89833°W，而該地的平均海拔高度為212米（即696英尺）。